# Agrilus ustjurti
Agrilus ustjurti es una especie de insecto del género Agrilus, familia Buprestidae, orden Coleoptera.
Fue descrita científicamente por Kostin, 1973.